# Municipio de Homer (condado de Morgan)
El municipio de Homer (en inglés: Homer Township) es un municipio ubicado en el condado de Morgan en el estado estadounidense de Ohio. En el año 2010 tenía una población de 1058 habitantes y una densidad poblacional de 10,67 personas por km².

## Geografía
El municipio de Homer se encuentra ubicado en las coordenadas 39°30′23″N 82°0′1″O / 39.50639, -82.00028. Según la Oficina del Censo de los Estados Unidos, el municipio tiene una superficie total de 99.15 km², de la cual 97,48 km² corresponden a tierra firme y (1,69 %) 1,68 km² es agua.

## Demografía
Según el censo de 2010, había 1058 personas residiendo en el municipio de Homer. La densidad de población era de 10,67 hab./km². De los 1058 habitantes, el municipio de Homer estaba compuesto por el 98,11 % blancos, el 0,19 % eran afroamericanos, el 0,19 % eran amerindios, el 0,19 % eran asiáticos y el 1,32 % eran de una mezcla de razas. Del total de la población el 0,38 % eran hispanos o latinos de cualquier raza.